# مطار الخور
مطار الخور (إيكاو: OTBK) يقع جنوب الخور في قطر. يستخدم المطار في الغالب من قبل طائرات الطيران العام وكان بمثابة مكان لطائرات الخور فلاي منذ عام 2008. تستقر الطائرات لمدة يومين ويسمح للزوار بالسفر في طائرات طيفية. يتم عرض الطائرات من دول مجلس التعاون الخليجي الأخرى في هذا الحدث. هناك موقفي للطائرات متاحين. الموقف الشمالي قادرة على استيعاب 6 طائرات مثل سيسنا 172 والموقف الجنوبي قادر على استيعاب طائرتين مماثلتين.